# Magdalena Aulina
Magdalena Aulina i Saurina (Bañolas, 12 de diciembre de 1897-Barcelona, 15 de mayo de 1956) fue una religiosa catalana, fundadora del Instituto Secular de Operarias Parroquiales. Fue proclamada venerable por la Iglesia católica.

## Biografía
Nacida en Bañolas (Banyoles) ―capital de la comarca de Pla de l'Estany―, fue la sexta hija de Narcís Aulina, comerciante de carbón y lanas, y de Carme Saurina, ama de casa profundamente católica.
Magdalena, también muy religiosa, de pequeña acompañaba a su hermana mayor ―que después se convertiría en monja carmelita―, cuando iba a hacer caridad. Otra hermana, Aurèlia, sería religiosa de la Compañía de María-Lestonnac. En 1912, a los quince años, Magdalena quedó fuertemente impresionada por la lectura de una biografía de la santa Gemma Galgani (1878-1903), escrita por el pasionista Germano Ruóppolo. A partir de entonces se convirtió en devota de la Galgani, que para ese entonces había sido nombrada sierva de Dios por la Santa Sede, y quiso seguir su ejemplo. Recibió la influencia de sus directores espirituales, el canónigo Josep M. Carbó y el monje de la abadía de Montserrat Fulgenci M. Albareda.
En 1916 organizó la devoción del Mes de María para los niños de su pueblo, y formó un grupo de catequesis en su parroquia. Decía que sentía una fuerte vocación religiosa pero quiso seguirla como laica, al igual que la santa Galgani.
En 1921 enfermó del corazón y hacia 1923 se agravó. Su familia y los médicos creyeron que moriría pronto. Magdalena rogaba a Gemma Galgani y redactó una novena dedicada a ella.
El 23 de abril de 1923, Aulina se sintió sana y atribuyó su curación a la intercesión de Gemma Galgani. Poco tiempo después, declaró que había tenido algunas visiones místicas en las que se le aparecía la santa italiana. Se convirtió entonces en una ardiente promotora de la devoción hacia ella, y en 1934 ―con motivo de la beatificación de Galgani― promovió la erección en Bañolas de una fuente monumental dedicada a la santa.
En 1922 fundó en Bañolas el Patronato de Obreras, que combinaba el fomento de la vida religiosa con la formación humana y cristiana de las niñas; ofrecía un lugar de recogimiento y esparcimiento para las niñas y jóvenes a la salida de la escuela (para las pocas que estaban escolarizadas) o del trabajo. Especialmente para estas últimas ofrecía, a partir de las siete de la tarde, clases de alfabetización con la idea de que ello aumentaría las posibilidades de mejorar su vida.
En 1926 impulsó la colaboración de las familias de su pueblo en la construcción de la iglesia de la Sagrada Familia en la Plaza de las Rodes, que fue el centro de la actividad de catequesis del grupo, y organizó un programa de alfabetización. Poco después, con donaciones de familias acomodadas, se adquirió una casa donde instaló una residencia y escuela para jóvenes obreras, a la que llamó Casa Nostra. En 1929 se comenzaron a dar clases diurnas y nocturnas y cursos de formación en el verano, con una plantilla de catorce personas. En julio de 1933 se abrió allí un dispensario médico.
Para llevar a cabo estas tareas, desde 1931, Aulina y algunas de las mujeres que compartían su ideal de vida y de apostolado ―como Montserrat, Carme Soledat Boada, Montserrat Roser Agell, María Cervera, etc.― empezaron a vivir en comunidad con unas treinta jóvenes pupilas, y recibían colaboraciones en casos concretos de otras familias de la ciudad. En 1933, tres de ellas pronunciaron votos privados de castidad, pobreza y obediencia.
Entre 1933 y 1934 se realizó un proceso, instruido por el obispo de Vich ―administrador apostólico de toda la diócesis de Gerona, que entonces era sede vacante―, contra las visiones
Magdalena no puso resistencia a la intervención eclesiástica.
En 1939, Josep Cartañà ―obispo de Gerona― emitió un decreto donde registraba la falta de aprobación canónica para la comunidad en Bañolas, acusó a Magdalena Aulina de desobedecer al prelado en materia grave, y de propagar revelaciones y manifestaciones sobrenaturales no aceptadas por la Iglesia. Se le solicitó que firmara una confesión de fe y una abjuración de errores. Magdalena firmó la confesión de fe pero se negó a retractarse de sus visiones sobrenaturales.
El 3 de agosto de 1939, el obispo de Gerona prohibió la comunidad de mujeres de Magdalena Aulina y les prohibió los sacramentos tanto a ella como a todos sus fieles.
Marcelino Olaechea, obispo de Pamplona, asumió el papel de mediador y logró que el 23 de diciembre de 1941 Magdalena firmara la abjuración de sus errores (las visiones místicas).

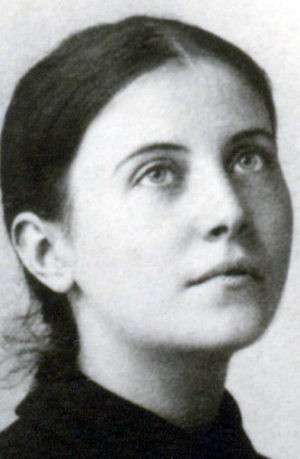
La santa Gemma Galgani (1878-1903), patrona del Instituto.

En 1941, a raíz de este conflicto con el obispo Cartañà, Aulina tuvo que mudar su instituto a Navarra, donde continuó su actividad de apostolado y catequesis y de educación de los necesitados. Creó allí la Pía Unión de Señoritas Operarias Parroquiales. Puesta bajo la advocación de Gemma Galgani, Aulina quería que, como ella, los miembros del instituto también fueran laicos. Ella misma fundó más casas del instituto en Huesca (Aragón) y en Valencia. En 1951 fundó una casa en Roma (Italia).
Magdalena Aulina falleció en Barcelona el 15 de mayo de 1956.
Sus restos mortales descansan en el oratorio de la casa central de su Instituto en Barcelona.
El 6 de noviembre de 1962, la Santa Sede ―durante el reformador Concilio Vaticano II― aprobó la congregación como un instituto secular femenino con el nombre de Instituto Secular de Operarias Parroquiales.
El estatus de Magdalena Aulina como sierva de Dios en el marco de la Iglesia católica obtuvo el nihil obstat el 22 de octubre de 1994.

## Su veneración
Magdalena Aulina ha sido declarada sierva de Dios.
Su proceso de beatificación comenzó en Barcelona el 27 de octubre de 2006.
El 9 de febrero de 2013, el arzobispo de Barcelona, cardenal Lluís Martínez Sistach, presidió la sesión de clausura de la fase diocesana del proceso de canonización de la sierva de Dios. El proceso continuará en la Congregación para las Causas de los Santos de la Santa Sede.El 17 de diciembre de 2022 fue publicado el decreto de que vivió las virtudes en modo heroico.

## Legado
El Instituto tiene sedes en varios lugares del mundo:

### España
- Bañolas
- Barcelona
- Madrid
- Zaragoza
- Valencia
- San Adrián (Navarra)
- Aldeanueva de Ebro (La Rioja)
- Málaga
- Funes (Navarra)
- Menorca
- Alfaro (La Rioja)
- Huesca
- Valladolid
- Las Palmas de Gran Canaria.

### Italia
- Roma
- Castel Gandolfo
- Mantua
- Nápoles
- Spinazzola
- Montalbano Jónico

### Francia
- Sartrouville
- Cheroy
- Jonquières-Saint-Vincent
- Sens
- Chaville

### Otros
- Ponce (Puerto Rico)
- Villarrica (Paraguay)
- Guinea Ecuatorial (misioneras itinerantes).
- Gabón (misioneras itinerantes).

## Fuente
- Esta obra contiene una traducción  derivada de «Magdalena Aulina i Saurina» de Wikipedia en catalán, concretamente de esta versión, publicada por sus editores bajo la Licencia de documentación libre de GNU y la Licencia Creative Commons Atribución-CompartirIgual 4.0 Internacional.